# 김홍권
김홍권(金洪權, 1947년 2월 14일 ~ , 충북 청주)은 대한민국의 경찰공무원이다. 

## 학력
- 용산철도고등학교 졸업
- 성균관대학교 행정학 학사

## 경력
- 1990 : 강원속초경찰서장
- 1993 : 서울성북경찰서장
- 1999 ~ 2000 : 경찰청 방범국장
- 2000 ~ 2001 : 경찰청 감사관
- 2001 ~ 2002 : 경찰종합학교장
- 2002 ~ 2003 : 충북지방경찰청장
- 2004 : 경찰청 경무기획국장
- 2004 ~ 2005 : 경찰청 차장
- 2005 : 한국원자력연구소 감사
- 목원대학교 경찰법학과 객원교수
- 2012 : 강남직업전문학교 학장
- 2013 : 강남직업전문학교 명예 이사장
- 강남직업전문학교 고문

## 참고
| 전임 임상호 | 제16대 경찰청 차장 2004년 1월 8일 ~ 2005년 1월 19일 | 후임 최광식 |